# Mercado (establecimiento)

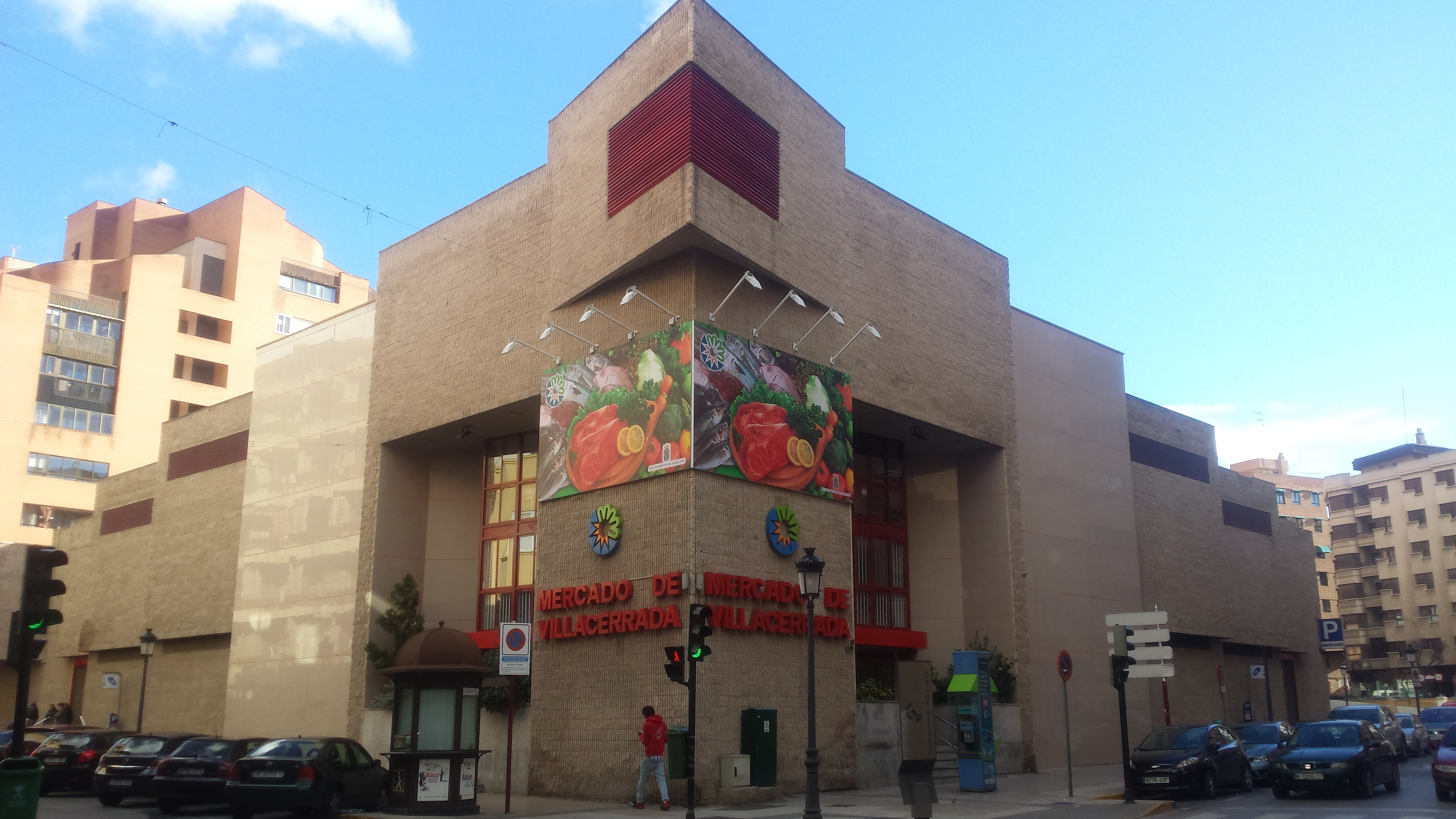
Mercado de Villacerrada, en Albacete (España).

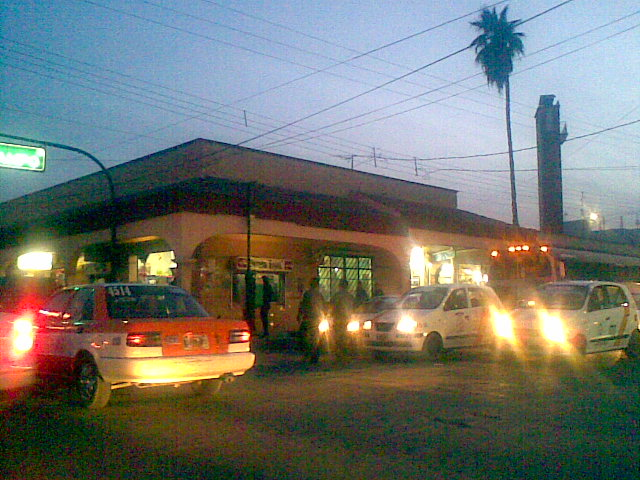
Mercado municipal de Gómez Palacio.

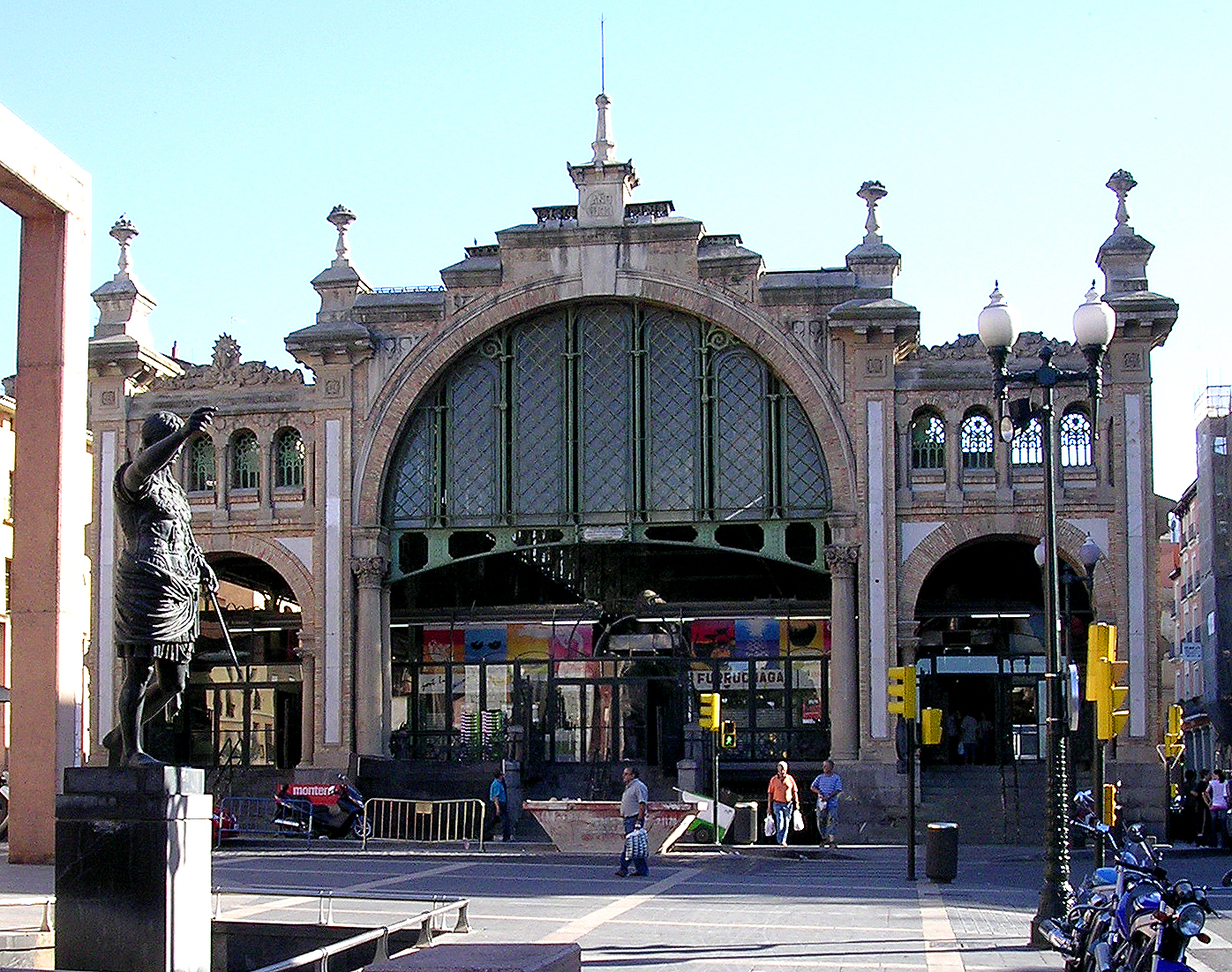
Mercado central en Zaragoza.

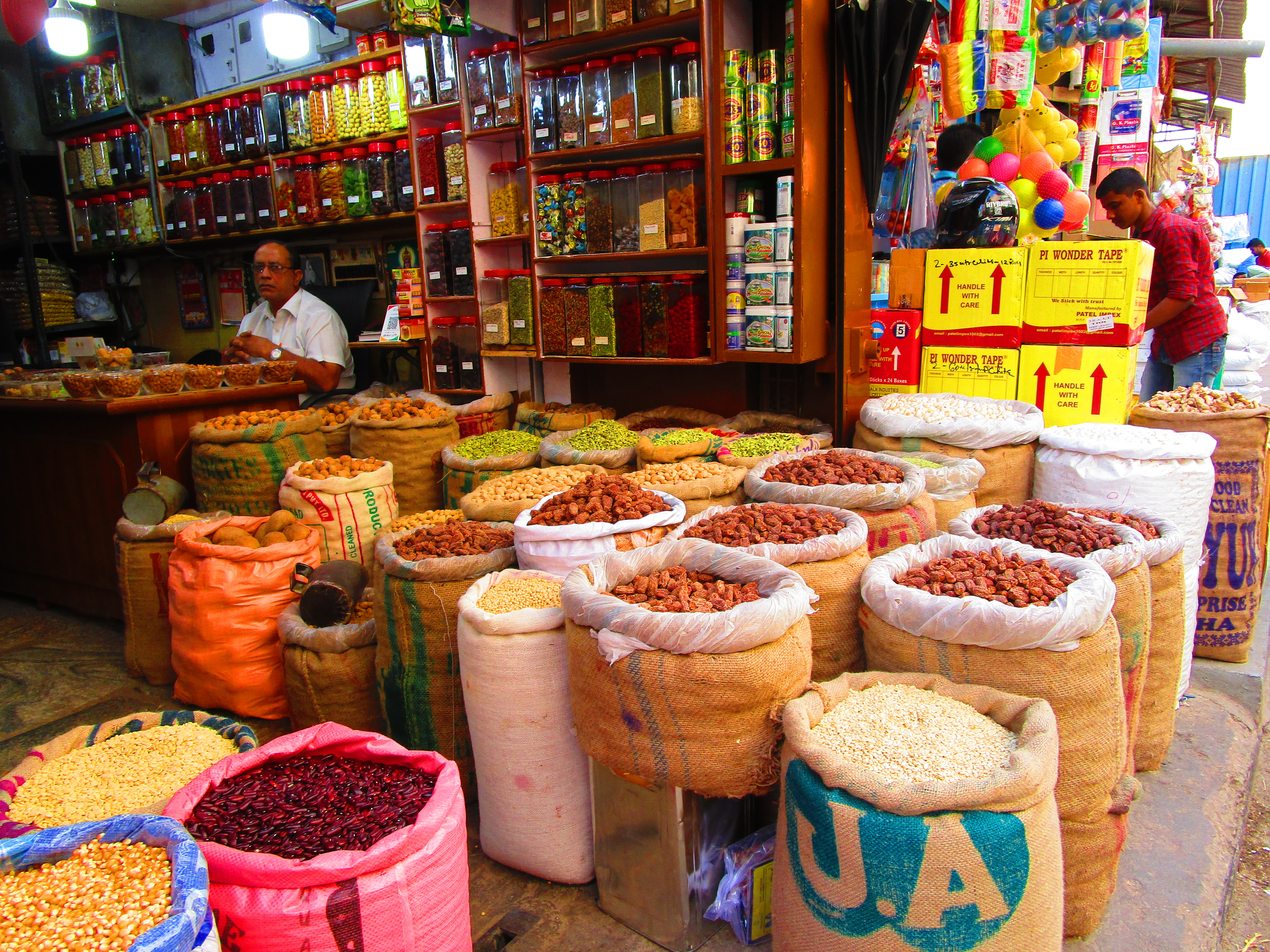
Mercado de especias en la India.

Un mercado es un recinto en el que se venden artículos de primera necesidad, generalmente alimenticios. Los mercados están formados por puestos individuales que ofrecen productos de diversa índole con predominancia de los productos frescos: carne, frutas, verduras, pescado, etc. Se instalan en el centro de los barrios o localidades.
En los últimos tiempos, aún manteniendo una pequeña cuota de mercado, los mercados tradicionales están siendo desplazados por fórmulas comerciales más modernas como los supermercados o los hipermercados. Los principales inconvenientes que se les achaca son:
- Precios más caros que en los nuevos formatos.
- Horario comercial restringido.
- Envejecimiento de las instalaciones.

Para compensar sus deficiencias y defenderse de la competencia, algunos expertos recomiendan la modernización de su propuesta comercial y apuntan algunos consejos:
- Poner carros y cestas a disposición del público.
- Establecer un solo punto de pago a la salida del recinto.
- Facilitar el pago a través de sistemas electrónicos como la tarjeta de crédito.
- Diseñar estrategias comerciales que incluyan promociones, descuentos o esquemas de fidelización dentro del establecimiento.
- Modernizar la imagen del local.

Un mercado es un establecimiento, donde se ve con claridad lo que es la competencia, ya que en este se encuentran, locales donde se adquieren artículos, comida, etc. La principal competencia en un mercado para poder atraer clientes a sus localidades es el precio, las personas que van a adquirir artículos a un mercado principalmente buscan lo más económico. También se ve lo que es la deficiencia, ya que las personas que adquieren artículos de un mercado buscan los mejores artículos a precios bajos.

## Galería

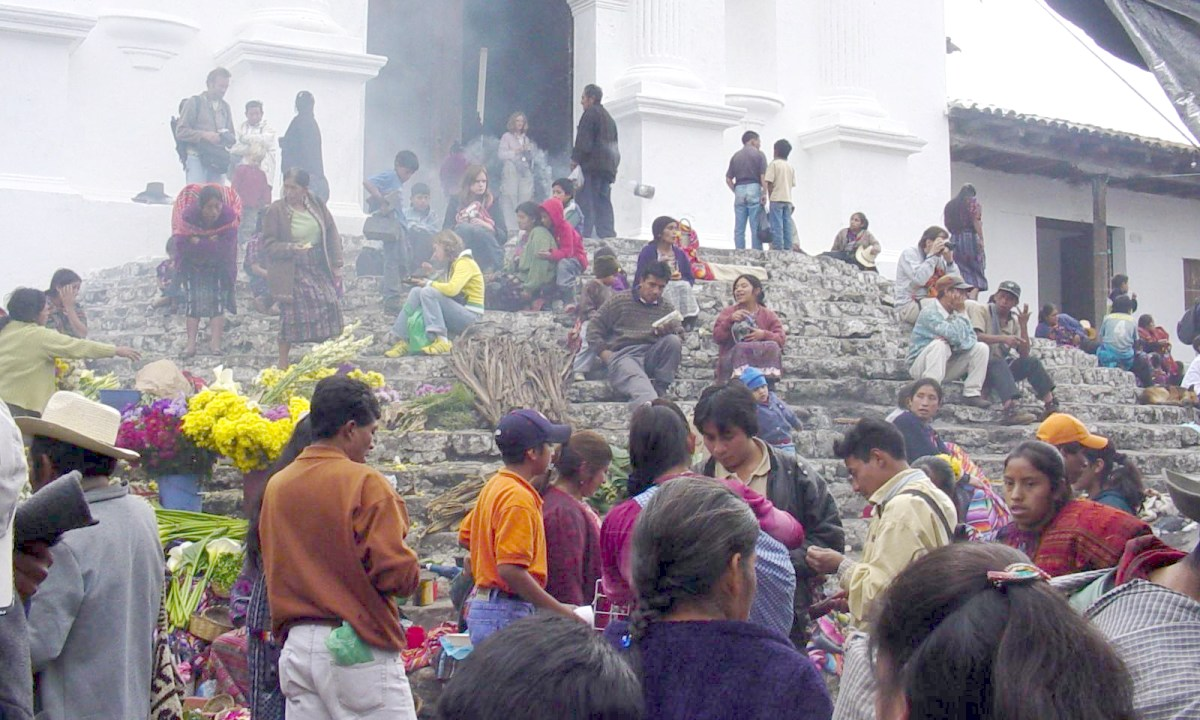
Mercado callejero en Guatemala.
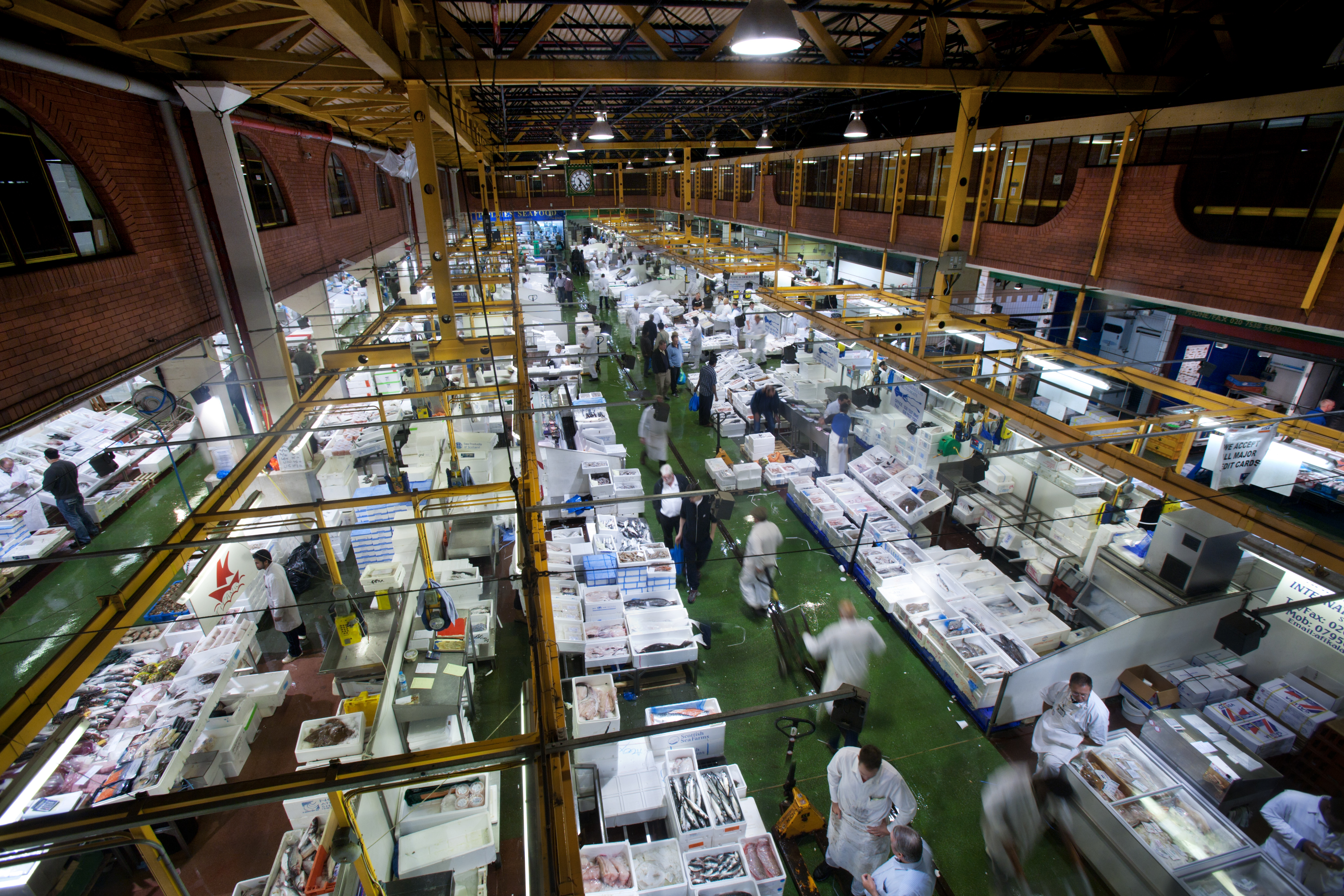
Mercado de pescado en Londres.
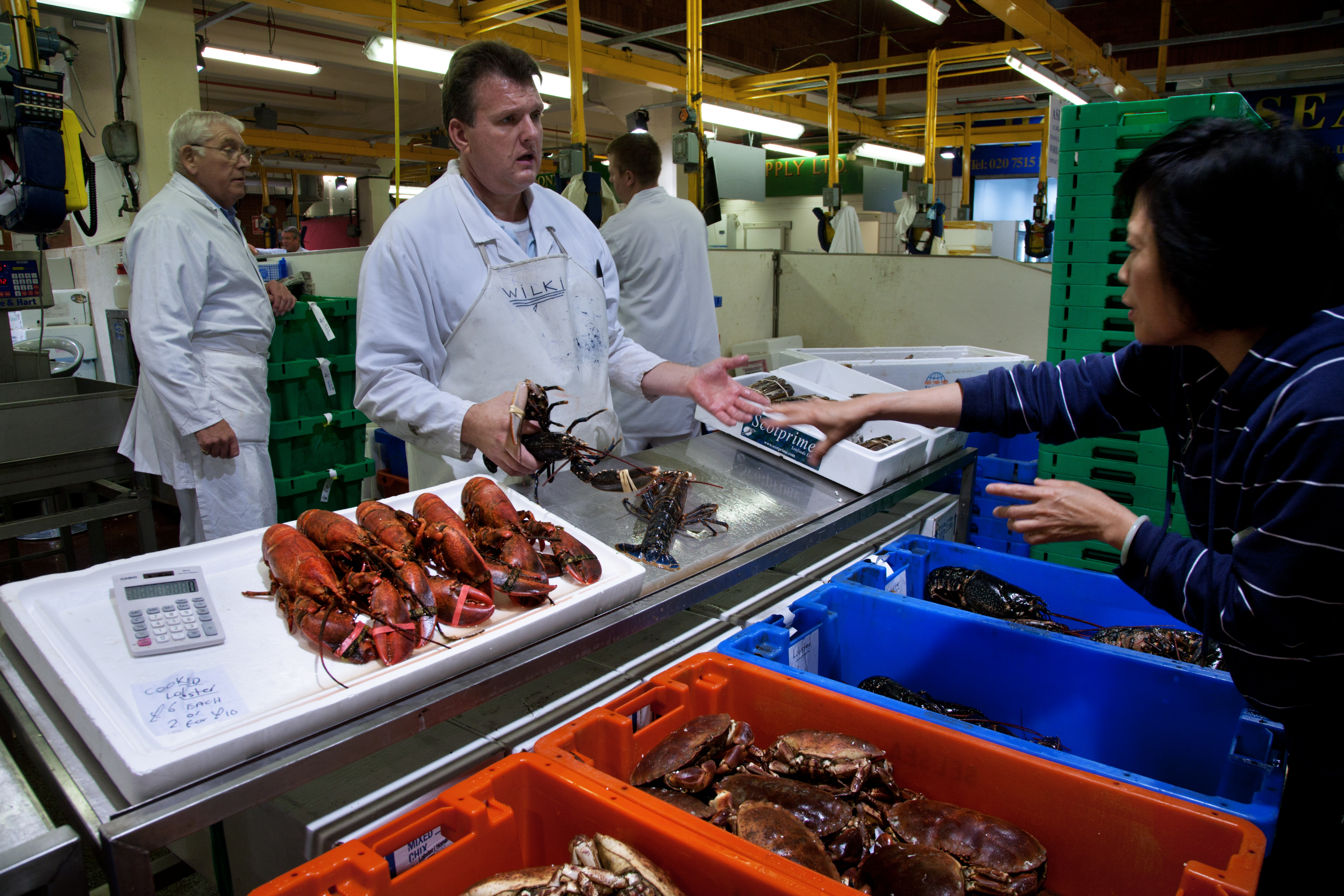
Mercado de pescado en Londres.
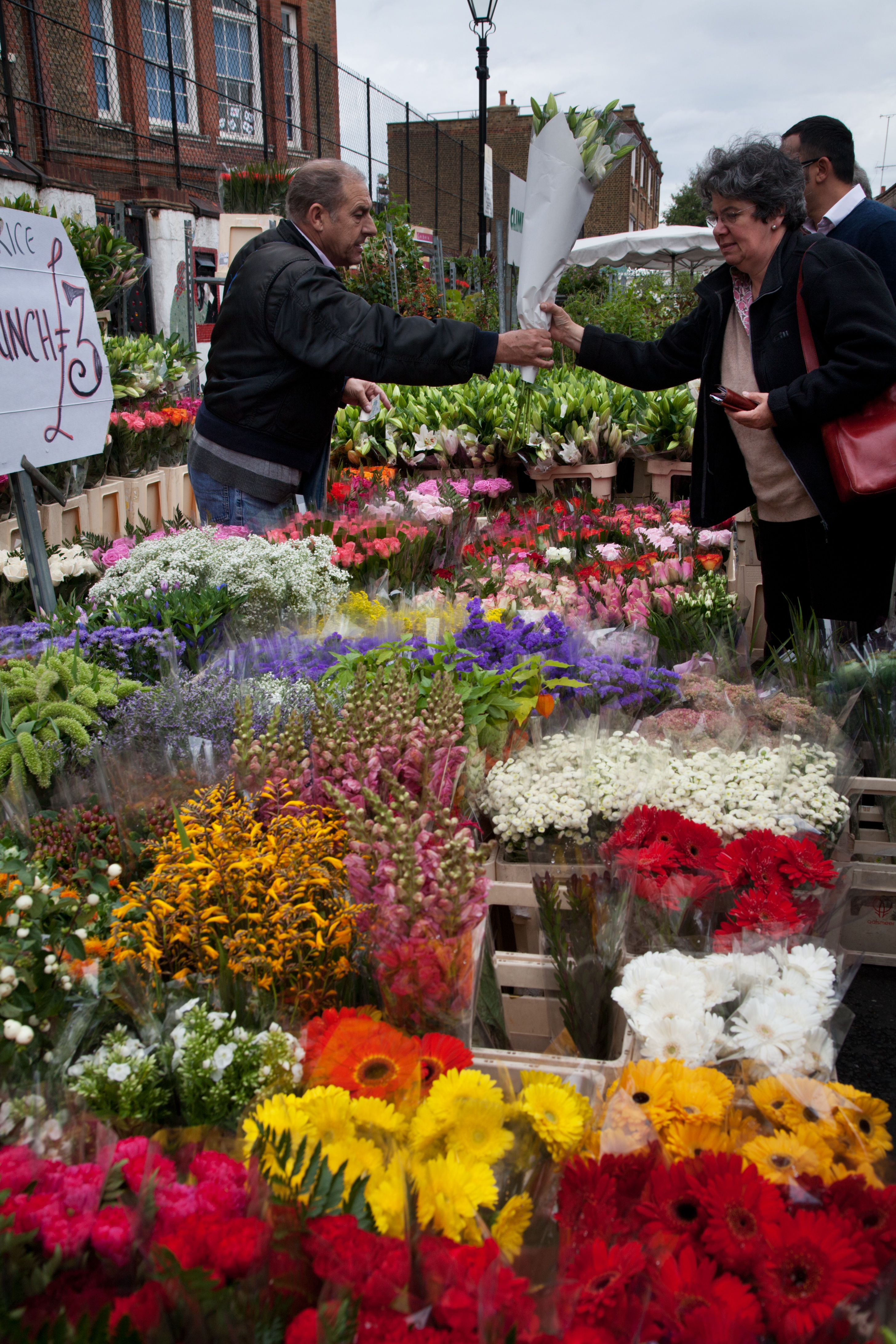
Mercado de flores en Londres.